# Élections régionales de 1990 en Campanie
Les élections régionales de 1990 en Campanie (en italien : Elezioni regionali in Campania del 1990) se tiennent les 6 et 7 mai 1990 afin d'élire les 60 membres de la Ve législature du conseil régional du Campanie.

## Contexte
À la suite du dernier scrutin régional, le démocrate-chrétien Antonio Fantini est porté à la tête de la région, menant une coalition dite Pentapartito, composée de la DC, du PSI, du PSDI, du PRI, et du PLI. Le 31 mai 1989, Fantini est remplacé par Ferdinando Clemente, également de la DC, qui gouverne jusqu'à la fin de la législature.

## Mode de scrutin
Le conseil régional de Campanie (en italien : Consiglio Regionale della Campania) est constitué de 60 conseillers élus pour cinq ans au scrutin proportionnel avec vote préférentiel et sans seuil électoral dans 5 circonscriptions plurinominales qui correspondent aux provinces.
Chaque électeur peut exprimer jusqu'à trois votes de préférence sur la liste à laquelle il accorde son suffrage. Les mandats sont ensuite répartis à la proportionnelle d'Hagenbach-Bischoff. Les sièges sont ensuite pourvus par les candidats comptant le plus grand nombre de voix préférentielles.
Les mandats qui n'ont pas été attribués à l'issue du premier décompte et les voix qui n'ont pas été utilisées sont rassemblés au niveau régional et distribués à la proportionnelle de Hare. Ils sont attribués, pour chaque parti, dans les provinces en fonction du ratio entre les votes restants et le total des suffrages exprimés.

### Répartition des sièges
| Provinces | Sièges | +/-           |  |
| Avellino  | 5      | 1             |  |
| Bénévent  | 3      | 1             |  |
| Caserte   | 6      | 1             |  |
| Naples    | 33     | 1             |  |
| Salerne   | 13     | 2             |  |
| Total     | 60     | en stagnation |  |

## Principales forces politiques
| Parti | Parti                                                                                   | Idéologie                                                  |
| ----- | --------------------------------------------------------------------------------------- | ---------------------------------------------------------- |
|       | Démocratie chrétienne Democrazia Cristiana                                              | Centre Démocratie chrétienne, antifascisme, anticommunisme |
|       | Parti communiste italien Partito Comunista Italiano                                     | Gauche Communisme, eurocommunisme, marxisme-léninisme      |
|       | Parti socialiste italien Partito Socialista Italiano                                    | Gauche Socialisme, réformisme, marxisme                    |
|       | Parti social-démocrate italien Partito Socialista Democratico Italiano                  | Centre gauche Social-démocratie, socialisme                |
|       | Parti libéral italien Partito Liberale Italiano                                         | Centre droit Libéralisme, libérisme                        |
|       | Mouvement social italien – Droite nationale Movimento Sociale Italiano–Destra Nazionale | Extrême droite Néofascisme, nationalisme, anticommunisme   |
|       | Parti républicain italien Partito Repubblicano Italiano                                 | Centre Républicanisme, mazzinisme                          |

## Résultats

### Voix et sièges
|                        |                                                      |           |       |      |        |               |  |  |  |  |  |  |  |  |
| Parti                  | Parti                                                | Voix      | %     | +/-  | Sièges | +/-           |  |  |  |  |  |  |  |  |
|                        | Démocratie chrétienne (DC)                           | 1 325 686 | 40,83 | 1,86 | 25     | 1             |  |  |  |  |  |  |  |  |
|                        | Parti socialiste italien (PSI)                       | 616 681   | 18,99 | 4,73 | 12     | 3             |  |  |  |  |  |  |  |  |
|                        | Parti communiste italien (PCI)                       | 542 496   | 16,71 | 6,00 | 10     | 4             |  |  |  |  |  |  |  |  |
|                        | Parti social-démocrate italien (PSDI)                | 161 022   | 4,96  | 0,43 | 3      | en stagnation |  |  |  |  |  |  |  |  |
|                        | Mouvement social italien – Droite nationale (MSI-DN) | 159 787   | 4,92  | 4,09 | 3      | 2             |  |  |  |  |  |  |  |  |
|                        | Parti républicain italien (PRI)                      | 155 550   | 4,79  | 1,14 | 3      | 1             |  |  |  |  |  |  |  |  |
|                        | Liste verte (LV)                                     | 86 847    | 2,67  | 1,71 | 2      | 1             |  |  |  |  |  |  |  |  |
|                        | Parti libéral italien (PLI)                          | 81 484    | 2,51  | 0,21 | 1      | en stagnation |  |  |  |  |  |  |  |  |
|                        | Les Verts Arc-en-ciel (VA)                           | 43 201    | 1,33  | Nv.  | 1      | 1             |  |  |  |  |  |  |  |  |
|                        | Anti-prohibitionnistes des drogues (AsD)             | 28 430    | 0,88  | Nv.  | 0      | en stagnation |  |  |  |  |  |  |  |  |
|                        | Démocratie prolétarienne (DP)                        | 26 538    | 0,82  | 0,31 | 0      | 1             |  |  |  |  |  |  |  |  |
|                        | Liste des retraités                                  | 10 249    | 0,32  | Nv.  | 0      | en stagnation |  |  |  |  |  |  |  |  |
|                        | Ligue du Sud-Campanie (LS)                           | 7 501     | 0,23  | Nv.  | 0      | en stagnation |  |  |  |  |  |  |  |  |
|                        | Nouveau Parti populaire (NPP)                        | 1 164     | 0,04  | Nv.  | 0      | en stagnation |  |  |  |  |  |  |  |  |
|                        |                                                      |           |       |      |        |               |  |  |  |  |  |  |  |  |
| Suffrages exprimés     | Suffrages exprimés                                   | 3 246 636 | 92,00 |      |        |               |  |  |  |  |  |  |  |  |
| Votes blancs           | Votes blancs                                         | 145 091   | 4,11  |      |        |               |  |  |  |  |  |  |  |  |
| Votes nuls             | Votes nuls                                           | 137 123   | 3,88  |      |        |               |  |  |  |  |  |  |  |  |
| Total                  | Total                                                | 3 528 850 | 100   | -    | 60     | en stagnation |  |  |  |  |  |  |  |  |
| Abstention             | Abstention                                           | 818 685   | 18,83 |      |        |               |  |  |  |  |  |  |  |  |
| Inscrits/Participation | Inscrits/Participation                               | 4 347 535 | 81,17 |      |        |               |  |  |  |  |  |  |  |  |

## Conséquences
Le 9 juillet 1990, le conseiller Ferdinando Clemente est reporté à la tête de la région, menant une nouvelle coalition pentapartito, composée de la DC, du PSI, du PSDI, du PRI, et du PLI. Clemente démissionne en 1993, sous le coup de la perte de confiance envers la classe politique, causée par l'Opération Mains propres. Il est remplacé par le chrétien-démocrate Giovanni Grasso, qui gouverne jusqu'à la fin de la législature.